# Bernardon de la Salle

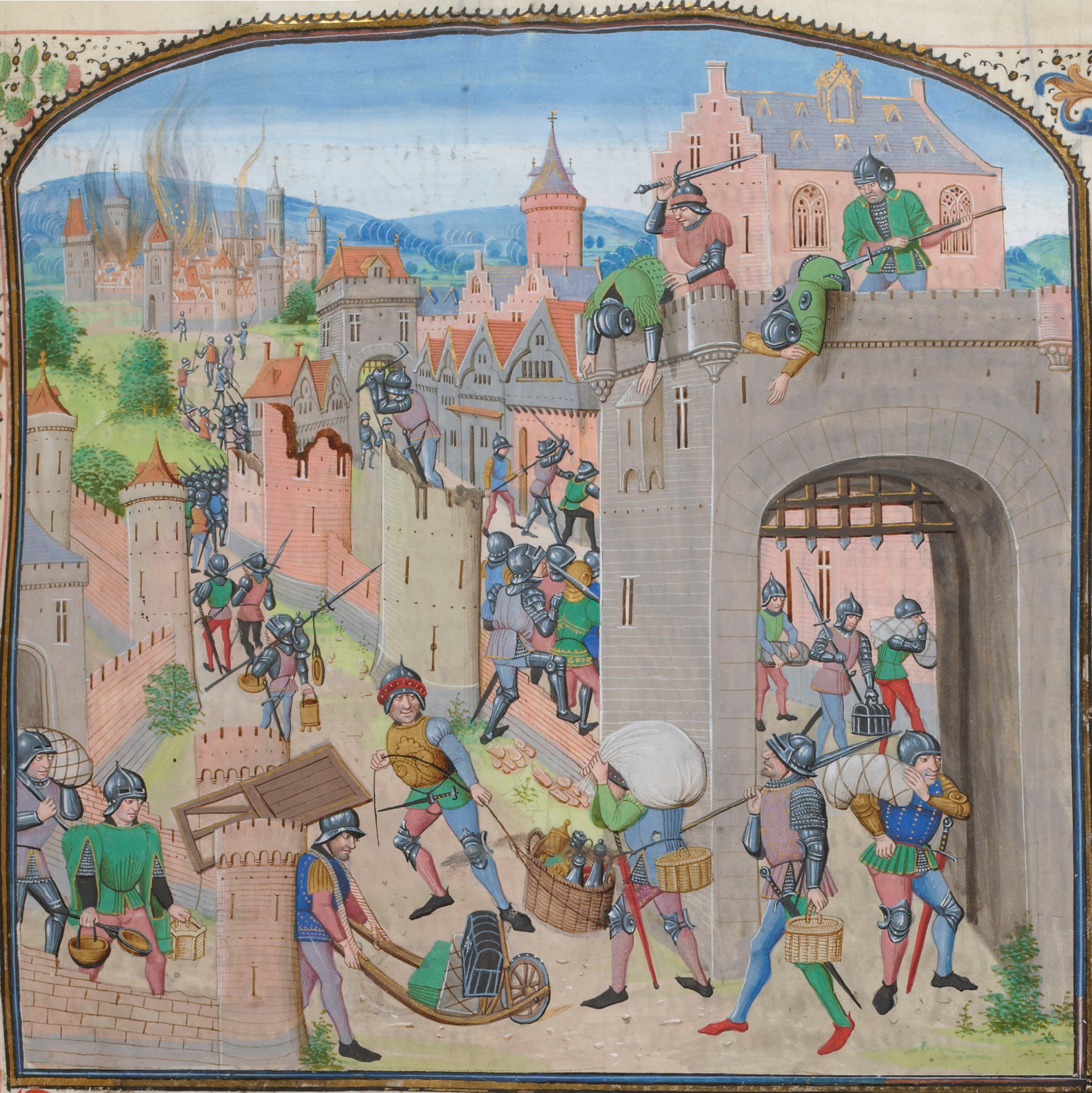
Os Tard-Vênus pilharam Grammont em 1362, das Crônicas de Froissart.

Bernard de la Salle, foi um capitão mercenário francês durante a Guerra dos Cem Anos. Sua história é mencionada nas Crônicas de Froissart.

## Carreira
No início de sua carreira, em 1359, Bernard de la Salle, também conhecido como Bernardon de la Salle, estava a serviço de Jean de Grailly Captal de Buch. Na segunda-feira, 18 de novembro de 1359, ele escalou o castelo de Clermont-en-Beauvaisis com garras de aço.
No entanto, após o Tratado de Brétigny (1360), ele e seus homens se viram desempregados e se tornaram um dos 30 ou mais, chamados bandidos de Tard-Vênus que percorria as cidades de pilhagem do interior francês. 
Em 1368, ele ainda está na França com Bérard d'Albret, Gaillard de la Motte, Bernard d'Eauze e Bour de Badefol.
Em 1369, junto com Bernard de Wisk e Hortingo de la Salle, ele capturou o Castelo de Belleperche, onde Isabel de Valois, duquesa de Bourbon) viveu. O castelo foi, no entanto, cercado pelas tropas dos duques de Bourbon e Borgonha. O duque de Bourbon era seu filho, e Frossart nos conta que o reduto de cerco que organizou era "tão forte e fortificado quanto uma boa cidade poderia ter sido". As "companhias livres" do castelo foram expulsas, mas levaram a duquesa como refém.
Isabella também era sogra do rei Carlos V da França e permaneceu prisioneira de Bernard de la Salle até 1372, quando o rei providenciou o pagamento do resgate.